# 캐서린 메리 스튜어트

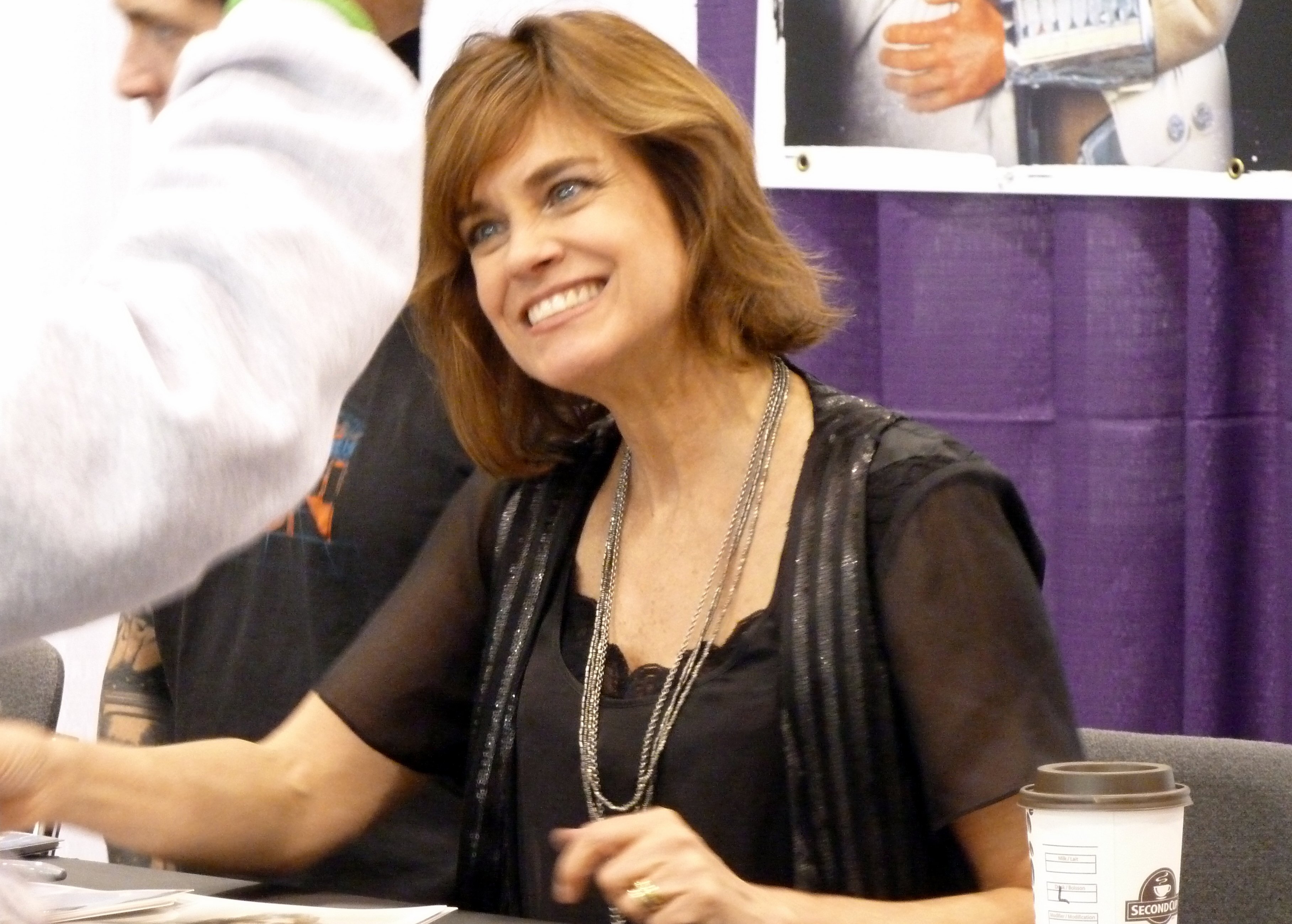

캐서린 메리 스튜어트(Catherine Mary Stewart, 1959년 4월 22일 ~ )는 캐나다의 배우, 영화배우, 텔레비전 배우이다.
에드먼턴에서 태어났다.

## 영화
- 이미테이션 걸 (2017년)
- 아메리쿠아 (2013년)
- 굴 (2012년) - 엘리자베스 역
- 라이징 스타 (2010년)
- 크리스마스 스노우 (2010년)
- 러브 앤 댄싱 (2009년)
- 데드 앳 17 (2008년)
- 슈터 : 라스트 미션 (2007년) - 에이미 역
- 디 애틱 (2007년)
- 마이 도터스 시크릿 (2007년) - 디텍티브 마린 역
- 이웃집 소녀 (2007년)
- 데드 사일런트 (1999년)
- 제3의 눈 (1995년)
- 넘버 원 팬 (1995년)
- 애니의 과거 (1995년)
- 사무라이 카우보이 (1993년)
- 울프 선장 (1993년)
- 사랑의 하모니 (1991년)
- 싸이킥 (1991년)
- 베니의 주말 (1989년)
- 사막의 투사들 (1988년)
- 체리 2000 (1987년)
- 로큰롤 지망생 (1987년)
- 죽음의 우주 정거장 (1987년)
- 기계 인간 (1986년)
- 신스 (1986년)
- 첫경험 (1985년)
- 카멧 나이트 (1984년)
- 애프터 투 킬 (1984년)
- 최후의 스타화이터 (1984년) - 매기 고든 역
- 비치 걸스 (1982년)
- 애플 (1980년)
- 우리 생애 나날들 (1965년)
- 가딩 라이트 (1952년)